# Marika Rossa
Marika Rossa (* 1986) ist eine ukrainische Techno-DJ und -Produzentin.

## Arbeit
Ihre Singles und Remixe wurden bei den Labels Italo Business, Crunch Control, Audio Elite, Naughty Pills, DSR Digital, Dolma Records, Pragmatik Recordings, Naked Lunch und Elektrax Recordings veröffentlicht. 2015 gründete sie ihr eigenes Label Fresh Cut. Unter diesem Label veröffentlichte sie zusammen mit Deborah De Luca den Track In Hypnose (Acid Mix), welcher die #1 Platzierung der Beatport Techno Charts erreichen konnte.
Von 2007 bis 2010 legte Rossa nur in der Ukraine und in Russland auf, 2011 hatte sie dazu erste Auftritte in Georgien, Deutschland und Italien. Von 2012 bis 2014 wurde sie darüber hinaus in der Schweiz, in Bulgarien, in Österreich, in Frankreich und in Spanien gebucht. Seit 2017 spielt sie auf großen Festivals wie Parookaville, Airbeat.1, SonneMondSterne und Open Beatz. Darüber hinaus hatte sie Auftritte in renommierten Clubs wie dem Kölner Bootshaus und dem Privilige auf Ibiza.